# Puig de Cagallops
El Puig de Cagallops és una muntanya de 1.768,6 metres del terme comunal de Prats de Molló i la Presta, de la comarca del Vallespir, a la Catalunya del Nord.
Es troba a la zona nord-occidental del centre del terme de Prats de Molló i la Presta, al nord-oest dels Banys de la Presta i de la Presta.
Pel Puig de Cagallops passen algunes rutes de senderisme del massís del Canigó.